# Bvndit
Le Bvndit (밴디트?; pronunciato in inglese "Bandit"; stilizzato in BVNDIT) sono state un gruppo femminile sudcoreano formato da cinque membri: Yiyeon, Jungwoo, Songhee, Simyeong e Seungeun. Dopo aver debuttato ad aprile 2019 con il brano "Hocus Pocus", si sono sciolte a novembre 2022, qualche mese dopo l'uscita del loro ultimo EP Re-Original.
Le Bvndit hanno ricevuto attenzione, soprattutto dagli appassionati internazionali della scena K-pop, per il loro brano "Dumb", traccia principale del loro EP di debutto BE! e uscito nel 2019, oltre che per essere il primo gruppo musicale della MNH Entertainment, medesima agenzia della già famosa solista Chungha.
Nel loro anno di esordio, hanno anche ricevuto numerose nomination in diversi award show sudcoreani, come i MAMA e i Genie Music Awards, per cui hanno avuto 4 nomination ciascuno.

## Formazione
- Yiyeon (이연) – Leader, voce, rap
- Songhee (송희) – voce
- Jungwoo (정우) – voce
- Simyeong (시명) – voce
- Seungeun (승은) – voce

## Discografia

### EP
- 2019 – BE!
- 2020 – Carnival
- 2022 – Re-Original

### Singoli
- 2019 – Bvndit, Be Ambitious!
- 2019 – Dramatic
- 2020 – Children
- 2020 – Cool